# Spilosoma sordidescens
Spilosoma sordidescens là một loài bướm đêm thuộc phân họ Arctiinae, họ Erebidae.